# Bullocks troepiaal
Bullocks troepiaal (Icterus bullockii) is een zangvogel uit de familie Icteridae (troepialen).

## Kenmerken
Het verenkleed is geel met oranje wangen. De zwarte vleugels vertonen een groot wit veld. De lichaamslengte bedraagt 21 cm.

## Verspreiding en leefgebied
Deze soort komt voor in de loofbossen van Zuidwest-Canada, het westen van de VS en Noord-Mexico.